# Stazione di Calusco
Stazione di Calusco vasútállomás Olaszországban, Lombardia régióban, Calusco d’Adda településen.

## Vasútvonalak
Az állomást az alábbi vasútvonalak érintik:
- Seregno–Bergamo-vasútvonal

## Kapcsolódó állomások
A vasútállomáshoz az alábbi állomások vannak a legközelebb:
- Stazione di Terno (Seregno–Bergamo-vasútvonal, kelet)
- Stazione di Paderno-Robbiate (Seregno–Bergamo-vasútvonal, nyugat)